# Prém Móric
Prém Móric (Ugod, 1899. március 10. – Zirc, 1964. február 1.) válogatott labdarúgó, balhátvéd, géplakatossegéd, bányatisztviselő, statisztikus.

## Pályafutása
Prém Móric és Takács Erzsébet fia. 1923. április 7-én Szombathelyen házasságot kötött a nála három évvel fiatalabb Okos Irmával, Okos István és Várkonyi Mária lányával. Elhunyt 1964. február 1-jén, 1964. február 4-én helyezték örök nyugalomra a bakonybéli temetőben. Neje 12 évvel élte túl.

### Klubcsapatban
A Sabaria FC labdarúgója volt. Gyors, jól szerelő hátvéd volt, aki a támadásokat is segítette az összjátékban.

### A válogatottban
1929-ben egy alkalommal szerepelt a magyar labdarúgó-válogatottban.

## Statisztika

### Mérkőzése a válogatottban
| Magyarország | Magyarország   | Magyarország     | Magyarország | Magyarország | Magyarország | Magyarország | Magyarország | Magyarország |
| #            | Dátum          | Helyszín         | Hazai        | Eredmény     | Vendég       | Kiírás       | Gólok        | Esemény      |
| ------------ | -------------- | ---------------- | ------------ | ------------ | ------------ | ------------ | ------------ | ------------ |
| 1.           | 1929. május 5. | Bécs, Hohe Warte | Ausztria     | 2 – 2        | Magyarország | barátságos   | -            |              |
|              | Összesen       |                  |              | 1            | mérkőzés     |              | 0            | gól          |